# تقی امیرانی
تقی امیرانی(۱۳۳۹) فیزیکدان و فیلمساز ایرانی مقیم انگلستان است. شهرت او بیشتر بخاطر ساختن مستند کودتای ۵۳ در مورد کودتای ۲۸ مرداد در سال ۲۰۱۹ میلادی است.
او در سال ۱۳۵۴ برای تحصیل فیزیک به انگلستان رفت. پروژه لیسانس او بنام پرده‌های سیاه در دانشگاه ناتینگهام مستندی در مورد سیاهچاله‌ها بود.

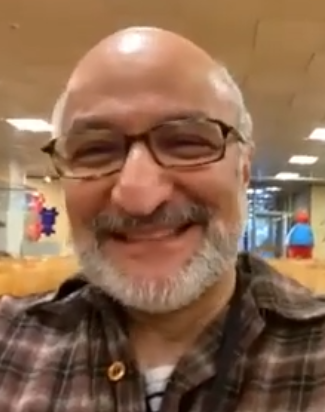
امیرانی در سال ۱۳۹۹

بعنوان پروژه پایانی تحصیلات تکمیلی خود در دانشگاه بریستول یک فیلم صامت سفید و سیاه کمدی بنام مکانیزم عشق ساخت.